# Aldo Reggiani
Aldo Reggiani (Pisa, 19 de desembre de 1946 − Roma, 26 de setembre de 2013) va ser un actor italià.

## Biografia
Va començar molt jove (1961) en el món del cinema, en una pel·lícula d'Alfredo Giannetti, Giorno per giorno disperatamente, i en la pel·lícula Un giorno di leoni, de Nanni Loy. Arriba, però, a la celebritat el 1968, interpretant el rol de Dick Shelton en La fletxa negra (adaptació d'Anton Giulio Majano de la novel·la de Robert Louis Stevenson) al costat de Loretta Goggi i Arnoldo Foà. El mateix any 1968, fa en el teatre el Juli Cesar de Shakespeare. El 1970 enregistra el disc "Sei bella" en la seva única experiència dedicada al món de la cançó italiana.
```
El 1971, Dario Argent el crida per a la pel·lícula 
Il gatto a nove code
, amb Rada Rassimov, Tino Carraro, James Franciscus i Catherine Spaak.
```

El 26 juny 2013, durant unes vacances a Sardenya, té una isquèmia i és tractat a l'hospital de Lanusei; transferit a Roma, mor el 26 setembre, a l'edat de 66 anys.
Segons la seva voluntat, ha estat enterrat a la Toscana en el fossar de Rosignano Marítimo.
Un fill seu, Primo, és també actor.

## Filmografia
Filmografia:
- 1971: Il gatto ha nine codi de Dario Argento
- 1971: Vivi ragazza vivi! de Lorenzo Artale
- 1974: Lucrezia giovane de Luciano Ercoli
- 1975: Conviene far bene el amore de Pasquale Festa Campanile
- 1975: La donna della domenica de Luigi Comencini
- 1975: Càlamo de Massimo Pirri
- 1976: El Agnese va a morire de Giuliano Montaldo
- 1976: El Amantide d'Amasi Damiani
- 1977: La casa dels embolics (Il gatto), de Luigi Comencini
- 1983: Le Pétomane (Il petomane), de Pasquale Festa Campanile
- 1985: ll mondo dell'orrore di Dario Argento, documental de Michele Soavi
- 1987: Barbablú, de Fabio Carpi